# Chrysometa sicki
Chrysometa sicki är en spindelart som beskrevs av Claude Lévi 1986. Chrysometa sicki ingår i släktet Chrysometa och familjen käkspindlar. Inga underarter finns listade i Catalogue of Life.